# Ульяновский сельский совет (Скадовский район)
Ульяновский сельский совет (укр. Улянівська сільська рада) — входит в состав
Скадовского района
Херсонской области
Украины.
Административный центр сельского совета находится в
с. Ульяновка
.

## Населённые пункты совета
- с. Ульяновка
- с. Андреевка